# Одриска краљевина
Одриска краљевина (стгрч. Βασίλειον Ὀδρυσῶν []) је био савез трачких племена, који први пут спомињу антички писци крајем 6. века п. н. е. Према утицајном бугарском тракологу Димитру Попову, оно је настало као „логичан резултат материјализације државотворних процеса, општег и закономерног целокупног развоја и праксе у трачким земљама“.

## Настанак „државне“ организације у југоисточној Тракији
Када је реч о томе шта је претходило Одриској федерацији, ваља бити на опрезу, јер је то ствар о којој је, како наводи академик Бенјамин Исак (хебр. בנימין איזק, Benjamin Isaac), професор античке историје на Универзитету у Тел Авиву, подоста шпекулисано у савременој литератури.
Према настаријим очуваним подацима везаним за југоисточну Тракију, тамошњи житељи били су за ондашњи свет најмногољуднији после Индијаца. Међутим, неслога их је учинила разједињеним а самим тим им је онемогућила стварање неког јачег савеза који би превазилазио оквире месних династија. На основу археолошких налаза са тог подручја, констатовано је да су заиста вођени ратови међу завађеним племенима пропраћени у исто време заплењивањем робља, трговином и пустошењем.
Персијском инвазијом на Тракију (крајем 6. века п. н. е.) и успостављањем сатрапије Скудре на њеном тлу, подстакнут је даљи развој државотворног уређења код доморадачког живља. Међу њима најдоминантнији су били Одризи, који су убрзо након Даријевог пораза задобијеног у рату са Скитима кренули да запоседају области напуштене од Персијанаца. Под вођством краља Тереса I, они су запоседајући широко пространство североисточно од планине Балкан дошли у додир са Скитима. Међутим, уместо отвореног сукоба дошло је до преговора који је уродио плодом. Прихваћено је да се за границу узме река Дунав, а да би се тај споразум учврстио склопљен је и династички брак између једне од Тересових кћерки (није јој забележено име) и скитског владара Аријапита.
Према Тукидиду, Одризи су имали своје „владаре“ још пре појаве Тереса, који је наметнуо власт многим трачким племенима. Ипак, његовим ступањем на политичку сцену процес стварања одришке државе, који је трајао више деценија ако не и векова, учвршћен је и тиме су коначно створени услови за даље ширење у правцу Дунава односно Црног мора.
Исти аутор нам на једном месту даје исцрпан податак на основу којег се могу одредити приближне границе ове државе за време њеног потоњег успона:
| „ | Што се тиче величине Одриског краљевства, оно се пружало морском обалом која почиње од града Абдере, па све до Еуксинског мора и реке Истра. Ову обалу преваљује једна трговачка лађа — ако јој ветар непрестано дува у леђа и ако се плови најкраћим путем — за четири дана и четири ноћи. А најкраћи пут од Абдере до Истра добар пешак прелази за једанаст дана. Толики је размак кад се путује уз морску обалу, али у унутрашњости растојање између Бизантија и Лајалаца и реке Стримона (јер то је тачка на копну најудаљенија од морске обале) добар пешак може да пређе за тринаест дана. | ” |

Наравно да до њеног формирања, као и успона који је следио пар деценија потом, није дошло тек тако, преко ноћи и без уплитања каквог страног елемента. Истина, низ позитивних фактора је суделовало у томе, од којих вреди издвојити погодан стратешки положај и слободан приступ мореузима (Босфорском и Хелеспонтском) и Пропонтидском приморју. Исто тако, одлучујућу улогу у настанку каквог-таквог облика „државотворног“ уређења код Одришана имале су не само грчке колоније и уопште процес колонизације северног Егеја, већ и Стари Исток, на којем је све већи утицај имало Персијско царство под династијом Ахеминида. Међутим, несумњиво је да је источњачко-персијски утицај однео превагу у односу на хеленски. То се најбоље огледа у чињеници да су државна уређења народа са Истока, за разлику од полисног уобичајеног за Старе Грке, по свој прилици више импоновала специфичностима друштвеног уређења заступљеним код Трачана, као и његовој организацији и структури.

## Економија
Тракија је у античко доба обиловала сребром, премда постоји мало доказа о његовој експлоатацији из времена пре персијских освајања. Основна грана привреде свакако је било катунско сточарство, а искоришћавани су и ресурси из дивљине. Успостављање односа средиште-периферија (енгл. center-periphery relations) са егејско-анадолијским светом довело је до експортне трговине. Као посебну субкатегорију она је обухватала и трговину са младим женским робљем, о којој је Херодот оставио један занимљиви податак. Уз то, такође за трговинске сврхе, узгајана је и једна врста профитабилне конопље (cannabis sativa), која је коришћена за израду одеће и била исто тако цењена као и египатски лан.
Што се пак тиче интерних односа (енгл. internal relations), особит је престиж размене (енгл. prestige exchange). Тукидид наводи да је било потпуно немогуће успоставити било какав договор генерално са свим Трачанима који би уродио плодом, уколико им том приликом нису били уручени дарови (δώρα, dora) у злату или сребру, извезеним и глатким тканинама и покућству. Тукидодова тврдња наилази на своју потврду код Ксенофонта, који описује једну гозбу на коју га је био позвао Сеут II приликом проласка кроз његову земљу. Уочи обеда гостима је дато на знање да је код краља обичај да му се уручују дарови. Том приликом краљ је дариван белим коњем, младим робом, сребрном чинијом и ћилимом вредним десет мина, а сваки од дариваоца му је обавезно по уручивању дара наздрављао. Овакав начин доласка до материјалних средстава претходио је успостављању монетарне економије и ковању домаћег новца по узору на грчки, што је нарочито било практиковано од стране одришке династије која је ионако убирала висок порез како од подређених племена тако и од грчких приморских апоикија.
Ископавањем којим је почетком 90-их руководио пољски археолог и траколог, Мечислав Домарадски (пољ. Mieczysław Domaradzki), откривен је недалеко од данашњег села Ветрен (код Пловдива), на горњем току реке Марице, локалитет Пистирос. Он датира из средине 4. века п. н. е. и представља трговиште (εμπόριον, emporion) на којем су се окупљали Грци са Тасоса, Маронеје и Аполоније (није искључено да је реч о оној са обали Понта). Важан је због тога што је тамо, између осталог, пронађен двојезични натпис дужине 46 редака настао на двору Котиса I. На основу њега, грчки трговци који су обитовали у Пистиросу имали су да плаћају порез на сва добра која су увозили односно извозили из Тракије.

## Одришки цареви
- Терес I (460—445 пне.)
- Спарадок — син Тереса (ок. 450—431 пне.)
- Ситалк — син Тереса (431—424 пне.)
- Сеут I — син Спарадока (421— ок. 410 пне.)
- Амадок I — (408—389 пне.)
- Сеут II (405—387 пне.)
- Хебризелм (387—383 пне.)
- Котис I (384—359 пне.)
- Керсеблепт (359—341 пне.) (источна Тракија)
- Берисад (359—352 пне.) (западна Тракија)
- Амадок II (359—351 пне.) (централна Тракија)
- Кетрипор — син Берисада (356—351 пне.) (западна Тракија)
- Терес II — син Амадока II (351—341 пне.) (централна Тракија)

### Владари Македоније(341—331 пне.)
- Сеут III — син Котиса I (331—300 пне.)
- Котис II — син Севта III (300—280 пне.)
- Рејидос — син Котиса II (280 —?)
- Котис III — син Рэйздоса (270—?)
- Рескупорис I — син Котиса III (240—215 пне.)
- Сеут IV — син Рескупориса I (215—190 пне.)
- Амадок III — син Сеута IV (190—184 пне.)
- Котис IV — син Сеута IV
- Терес III — син Амадока III (184—148 пне.)
- Терес IV — син Тереса III (148—100 пне.)
- Амадок IV — син Тереса IV (100—87 пне.)

## Примарна литература
Од Хомера
- Илијада (на језику: (језик: српски) — превод Милоша Н. Ђурића). Београд: Verzalpress. 1998.  138740999.

Од Херодота
- Херодотова историја (на језику: (језик: српски) — превод Милана Арсенића) (2. Деретино изд.). Београд: Дерета. 2010.  121073932.

Од Тукидида
- Пелопонески рат (на језику: (језик: српски) — превод Душанке Обрадовић). Београд: Admiral Books. 2010.  174681612.

Од Ксенофонта
- Анабаза: буквар стратегије и тактике (на језику: (језик: српски) — превод Милоша Поповића). Београд: Војноиздавачки завод. 2002.  104169996.

## Секундарна литература
- Попов, Димитър (2000). Tračka civilizacija : Tračani — društvo, politika, kultura (на језику: (језик: српски) — превод Марије-Јоане Стојадиновић). Beograd: Geopoetika.  158214919.
- Срејовић, Драгослав (2002). Илири и Трачани : о старобалканским племенима. Београд: Српска књижевна задруга.  178339079.
- Peter Peregrine & Melvin Ember, ур. (2001). Encyclopedia Of Prehistory Volume 4: Europe (на језику: (језик: енглески)) (1. изд.). New York, NY: Plenum Publishers. ISBN 978-0-306-46258-0.
- Mitchell, Lynette (2002). Greeks Bearing Gifts: The Public Use of Private Relationships in the Greek World, 435-323 BC (на језику: (језик: енглески)). Cambridge [etc.]: Cambridge University Press. ISBN 978-0-521-89330-5.
- Фол, Валерия (2000). Древна Тракия: мълчанието проговаря (на језику: (језик: бугарски)). София: Орбел. ISBN 978-954-612-022-9.
- Gocha Tsestkhladze, ур. (1999). Ancient Greeks west and east (на језику: (језик: енглески)). Leiden [etc.]: Brill Academic Publishers. ISBN 978-90-04-11190-5.
- Isaac, Benjamin H. (1986). The Greek settlements in Thrace until the Macedonian conquest (на језику: (језик: енглески)). Leiden [etc.]: Brill Academic Publishers. ISBN 978-90-04-06921-3.
- Barry Cunliffe, ур. (2001). The Oxford illustrated history of prehistoric Europe (на језику: (језик: енглески)). Oxford: Oxford University Press. ISBN 978-0-19-285441-4.
- Gocha Tsetskhladze, ур. (1998). The Greek colonisation of the Black Sea area: historical interpretation of archaeology (на језику: (језик: енглески)). Stuttgart: Franz Steiner Verlag. ISBN 978-3-515-07302-8.